# لاينوتايب
لاينوتايب
هي آلة مطبعية تعتمد لوحة أنامل الفبائية ورقمية من 90 قفل لتشكيل سطر كامل من قطعة واحدة من مزيج ذائب من لقصدير والرصاصو الاثمد ولذلك اعطي لها مخترعوها الأمريكيون هذا المصطلح الأمريكي: لاين (سطر) أو (حرف ربط بين كلمتين) تايب (طباعة).

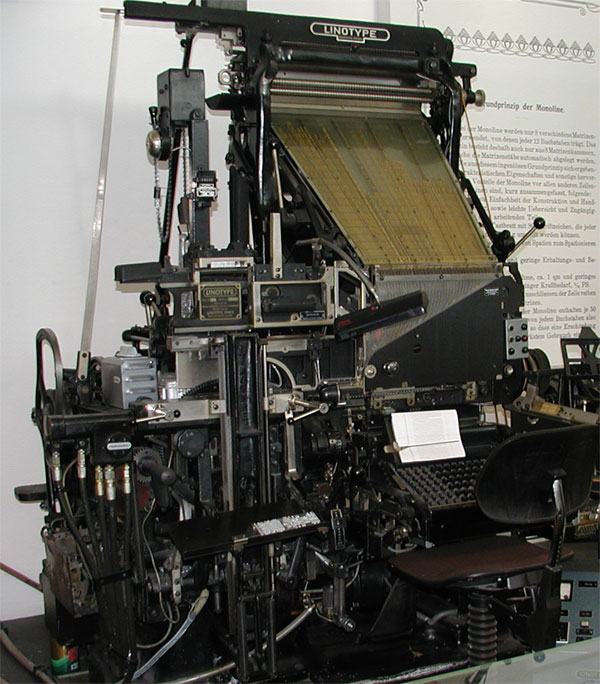
الة طباعة اللاينوتيب موجودة في المتحف الألماني

ان هذه المنهجية الجديدة لمزج بين تقنية الآلة الكاتبة والطباعة المصغرة والذي تم اختراعه في الولايات المتحدة في 1885 لها خاصية التشكيل السريع والمنتظم لكتل الطبع الرصاصية أكثر مما هو عليه في الطباعة الالية التقليدية والتي كانت تتمثل في ادخال وصف ختيمات الطبع المنفصلة (سواء اكانت حروف أو فواصل أو رموز أو فراغات) واحدة تلو الواحدة في لوحة جمع ليتم وضعها مع بقية الواح الجمع الأخرى في ملزمة توضع في آلة الطبع وتشكل صفحة أو مساحة مشابهة لها.

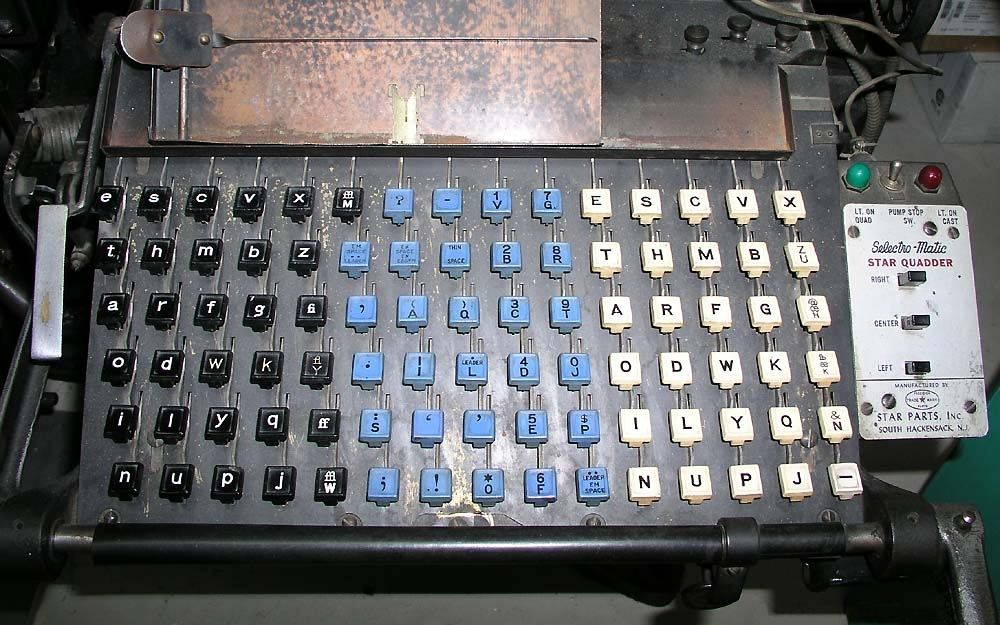
لوحة الانامل في اللاينوتيب للتحكم في تشكيل مسامير الطبع من الرصاص

ان هذه الآلة احدثت ثورة في النشر والتي سمحت لورشات صغيرة من ان تقوم بانتاج كميات كبيرة من المطبوعات في وقت مقبول
و هكذا أصبح مصطلح لاينوتيب اسما عاما واصبحت آلة اللاينوتايب تباع من طرف شركة مرجنتالر لاينوتايب كومباني Mergenthaler Linotype Company التي تم انشاؤها من اجلها
بقيت آلة اللاينوتايب تسيطر على قطاع الطباعة حتى بداية السبعينيات حيث تم استبدالها بتقنيةالتشكيل الضوئي قبل ان تستبدل تقنية الطباعة بالصفيحة بتقنية الطباعة بالاسطوانات البسيطةالاوفسيت) أوالمتطورة (Heliogravure, Flexography, Rotogravure)
مخترع اللاينوتيب وصاحب براءة اختراعها هو اوتمار مرجنتالر Ottmar Mergenthaler في 12 ماي 1885
كان ارتفاعها متران وعشر سنتيمرات وكان لها لوحة مفاتيح من 90 قفل
كل ضغطة على قفل في اللوحة يؤدي إلى فتح مخزن القوالب وانزلاق قالب نحاسي صغير محفور نحو سكة وعندما ينتهي انزلاق كل قوالب سطر معين والمسماة سطر-كتلة تضمها الآلة وتملأها بمزيج ذائب من القصدير والرصاص والاثمد فتصبح قالب واحد ثم تضاف اليها بقية الاسطر والتي يتم تجميعها في صفيحة ووضعها في المطبعة العادية لتقوم بالطبع
حاول البعض تطوير تقنية اللاينوتيب فاخترع المهندس الأمريكي تولبير لانستون Tolbert Lanston آلة المونوتايب وهي آلة تعتبر حلقة وصل بين الطباعة الالية اليدوية والطباعة الاوتوماتيكية الضوئية photocomposition
لقد توقف إنتاج الات اللاينوتايب ولم تعد تستعمل الا قليلا في الطباعة ولا يمكن ايجادها أو رؤيتها الا لدي بعض المتاحف الجامعين الهواة.